# عنیزه (قطر)
عنیزا یک عوارض جغرافیایی در قطر است که در دوحه (شهرداری) واقع شده‌است. عنیزا ۶٫۳ کیلومتر مربع مساحت دارد.